# Корюківський район (1923—2020)
Корюкі́вський райо́н — колишній район України на півночі Чернігівської області України з адміністративним центром у місті Корюківка, який існував протягом 1923—2020 років і був ліквідований під час Адміністративно-територіальної реформи в Україні.

## Загальні відомості
Корюківський район розташовувався на півночі Чернігівської області. Межував з Семенівським, Новгород-Сіверським, Сосницьким, Менським, Сновським районами Чернігівщини та Брянською областю Російської Федерації. Площа району становила 1,4 тис. км², населення 32,4 тис. осіб. Адміністративно—територіальний устрій був такий: 79 населених пунктів, підпорядкованих міській, селищній та 20 сільським радам.

## Історія
Гетьманська Україна в другій половині XVII ст. знаходилася під владою Москви. В той час, за адміністративним поділом Корюківка належала до Киселівської сотні Чернігівського полку. Леонтій Полуботок з 1689 року заволодів Корюківщиною. У 1706 році новим хазяїном села став Іван Мазепа, а після укладення ним союзу з Швецією 1708 року, Петро І віддав Корюківку у вічне володіння полковнику Павлу Полуботку. З другої половини XVII ст. постійно посилювалося соціально-економічне гноблення селянства.
У 1858 році іноземний підприємець Карл Раух побудував на східній околиці села цукровий завод, де працювало 350 осіб (майже все доросле населення). Робітники працювали весь сезон (3-5 місяців) без вихідних по 12 годин на добу. Виснажені фізично, цукровики часто хворіли, а за кожен день хвороби вираховувався дводенний заробіток.
Не поліпшилося економічне становище селян Корюківки і після відміни кріпацтва у 1861 році. У 1866 році в Корюківці було 156 дворів, 1572 жителя.
Попри те, що тут здавна поширювалися різні ремесла, у селі нараховувалося лише 4 дрібні кузні та 2 столярні майстерні. Проте швидкими темпами зростав цукровий завод. У 1871 році на ньому вже працювало 600 робітників. Через п'ять років був збудований рафінадний завод, 1892 року — цегельний. Цукрова продукція Корюківки за високу якість одержала золоті медалі на Всеросійській виставці в Москві (1882 р.), а 1900 року — на всесвітній у Парижі.
У 1882 році в Корюківці зведена дерев'яна Вознесенська церква. 1884 року побудована залізниця. У 1880 р. відкрито однокласне училище, 1886 р. — церковнопарафіяльну школу, 1896 р. — земську школу. 1904 р. збудована лікарня.
Проте складні умови життя і праці, низькі заробітки спричиняли повстання на заводах.
У 1917-1920 роках у районі кілька разів змінювалась владу. Остаточну влади отримали більшовики,які окупували район до 1941 року.
Вже в 1923 році Корюківка має статус селища, а в 1958 році — міста.
Період Німецько-радянської війни тривав з 5 вересня 1941 по 19 березня 1943 року. Звідси почав свій шлях Чернігівський партизанський загін, партизанське з'єднання О. Федорова.
У результаті масового вбивства здійсненого в березні 1943 року загонами угорської військової жандармерії в Корюківці було знищено 6700 мирних жителів, спалено 1390 будівель. Корюківська трагедія за кількістю жертв майже в 45 разів перебільшує білоруську Хатинь, в 41 — чехословацьку Лідіце, в 12 — французький Орадур.

## Промисловість
Корюківщина має промислово—аграрну структуру господарства.
Сьогодні в районі працює 8 промислових підприємств, якими за 4 місяці поточного року вироблено промислової продукції на 108,3 млн грн[джерело?]. Підприємствами району виробляються шпалери, образотворча (поліграфічна) продукція, паркет, масло тваринне, молоко, спирт етиловий, пиломатеріали, лляне волокно, безалкогольні напої, ковбаса, макаронні вироби. Лідером серед промислових підприємств Корюківщини є відкрите акціонерне товариство «Корюківська фабрика технічних паперів», яким за рік виробляється близько 50 млн рулонів шпалер. Більше 80 % продукції паперовиків експортується за межі України.
В агропромисловому комплексі працюють 30 сільськогосподарських формувань та 19 фермерських господарств. В землеробстві переважає вирощування зернових, льону, кормових культур, у тваринництві — м'ясо-молочне скотарство.
Розвивається соціальна сфера району, в якій також є і здобутки, і перспективи, і проблеми.
У 2004—2005 навчальному році в районі функціонувало 25 загальноосвітніх закладів, в яких навчалося 4083 учні, працює 442 вчителі. Дитячих дошкільних закладів — 7, у них виховується 469 дітей.

## Транспорт
Територією Корюківського району проходять п'ять доріг загального користування місцевого значення, всі з яких мають тверде покриття (Т 2512, Т 2519, Т 2532, Т 2534, Т 2536).
Через територію району проходить неелектрифікована залізниця Бахмач—Гомель з відгалуженням до Корюківки. Магістральною залізницею щоденно курсують кілька пасажирських поїздів далекого сполучення та два дизель-поїзда Сновськ—Бахмач. Здійснюється регулярне вантажне сполучення. До електрифікації ділянки Конотоп—Ворожба, дизель-поїзди курсували зі станції Сновськ через Бахмач та Конотоп до Ворожби. Пасажирське сполучення зі станцією Корюківка відсутнє, раніше курсували дизель-поїзди Корюківка—Сновськ.

## Соціальна сфера
У сфері культурного обслуговування населення в районі діють 25 будинків культури і клубів, 24 бібліотеки, 3 музеї (Корюківський історичний, Холминський бойової слави, Савинківський історико-краєзнавчий).
Медичну допомогу населенню району надають 33 лікувально-профілактичні заклади. Три сільські лікарські амбулаторії працюють на засадах загальної практики — сімейної медицини.

## Персоналії
- Віленський Зіновій — скульптор, лауреат Державної премії СРСР
- Довгопол В. — учений в галузі чорної металургії, лауреат Державної премії СРСР
- Ткаченко Валентина — поетеса
- Савич Іван — поет
- Розстальний Віталій — народний артист України
- Корнієвський Олександр — кобзар-лірник, майстер з виготовлення народних музичних інструментів
- Шут Андрій — кобзар-лірник
- Летута Панас Захарович (1887 - ?) - український громадський діяч у Маньчжурії, народився на хуторі неподалік с. Охромієвичі

### Герої Радянського Союзу
- Більченко Феодосій Лукич
- Лучок Михайло Тихонович
- Стрілець Федір Михайлович
- Білий Данило Микитович
- Дудко Федір Михайлович
- Бардаков Григорій Фокич.

## Політика
25 травня 2014 року відбулися Президентські вибори України. У межах Корюківського району була створена 31 виборча дільниця. Явка на виборах складала — 61,84 % (проголосували 13 644 із 22 062 виборців). Найбільшу кількість голосів отримав Петро Порошенко — 35,52 % (4 846 виборців); Юлія Тимошенко — 21,84 % (2 980 виборців), Олег Ляшко — 17,37 % (2 370 виборців), Анатолій Гриценко — 11,34 % (1 547 виборців), Сергій Тігіпко — 4,06 % (554 виборців). Решта кандидатів набрали меншу кількість голосів. Кількість недійсних або зіпсованих бюлетенів — 1,10 %.

## Заповідні території
На території району розташована комплексна пам'ятка природи державного значення урочище Гулине.